# Barani (departamento)
Barani es un departamento de la provincia de Kossi, en la región Boucle du Mouhoun, Burkina Faso. A 1 de julio de 2018 tenía una población estimada de 66 644 habitantes.
Se encuentra ubicado al oeste del país, cerca del río Volta Negro o Mouhoun, y de la frontera con Malí.